# Syb van Ottele
Syb van Ottele (Nijmegen, 2 februari 2002) is een Nederlands voetballer die doorgaans als centrale verdediger of defensieve middenvelder speelt. Hij verruilde sc Heerenveen in de zomer van 2024 voor Fortuna Sittard.

## Carrière

### N.E.C.
Syb van Ottele speelde in de jeugd van RKSV Brakkenstein en N.E.C., waar hij in 2018 een contract tot medio 2021 tekende. Gedurende zijn periode in de jeugd van N.E.C. was hij ook Nederlands jeugdinternational en won hij met Nederland onder 17 in 2019 het Europees kampioenschap. Hij debuteerde in het eerste elftal van N.E.C. op 28 augustus 2020, in de met 2-0 verloren uitwedstrijd tegen SC Cambuur. Hij kwam in de 76'ste minuut in het veld voor Édgar Barreto. Hij zou in de eerste seizoenshelft negen wedstrijden spelen voor N.E.C.

### SC Heerenveen
Op 8 januari 2021 ondertekende Van Ottele een contract tot medio 2024 bij sc Heerenveen. Hij maakte op 2 mei tegen PSV zijn debuut voor Heerenveen. Twee weken later kreeg hij in zijn derde wedstrijd tegen FC Emmen in de 92'ste minuut een rode kaart. Nadat hij opnieuw een seizoen lang maar zelden speelminuten kreeg, kreeg hij in het seizoen 2022/23 meer kansen in de basis. Op 12 februari 2023 scoorde hij tegen Feyenoord zijn eerste doelpunt in het profvoetbal. Hij volleerde de bal van afstand in de kruising, maar verloor wel met 1-2. In zijn derde volledige seizoen bij Heerenveen was hij vaak eerste keus centraal achterin naast Paweł Bochniewicz. Van Ottele speelde in totaal 59 wedstrijden voor Heerenveen, waarin hij eenmaal scoorde. In de zomer van 2024 vertrok hij transfervrij. 

### Fortuna Sittard
Op 13 juli 2024 tekende Van Ottele transfervrij bij Fortuna Sittard, dat hem een contract aanbood voor drie seizoenen tot de zomer van 2027. Hij debuteerde meteen in de eerste speelronde tegen Go Ahead Eagles (2-0) en is meestal basisspeler. 

## Statistieken
| Seizoen                        | Club            | Competitie     | Competitie | Competitie | Beker | Beker | Overig | Overig | Totaal | Totaal |
| Seizoen                        | Club            | Competitie     | Wed.       | Dlp.       | Wed.  | Dlp.  | Wed.   | Dlp.   | Wed.   | Dlp.   |
| ------------------------------ | --------------- | -------------- | ---------- | ---------- | ----- | ----- | ------ | ------ | ------ | ------ |
| 2020/21                        | N.E.C.          | Eerste divisie | 9          | 0          | 0     | 0     | 0      | 0      | 9      | 0      |
| 2020/21                        | SC Heerenveen   | Eredivisie     | 3          | 0          | 0     | 0     | 0      | 0      | 3      | 0      |
| 2021/22                        | SC Heerenveen   | Eredivisie     | 3          | 0          | 0     | 0     | 1      | 0      | 4      | 0      |
| 2022/23                        | SC Heerenveen   | Eredivisie     | 20         | 1          | 2     | 0     | 2      | 0      | 24     | 1      |
| 2023/24                        | SC Heerenveen   | Eredivisie     | 26         | 0          | 2     | 0     | 0      | 0      | 28     | 0      |
| 2024/25                        | Fortuna Sittard | Eredivisie     | 0          | 0          | 0     | 0     | 0      | 0      | 0      |        |
| Carrièretotaal                 | Carrièretotaal  | Carrièretotaal | 61         | 1          | 4     | 0     | 3      | 0      | 68     | 1      |
| Bijgewerkt op 28 februari 2024 |                 |                |            |            |       |       |        |        |        |        |